# Стоутон (Висконсин)
Стоутон (енгл. Stoughton) град је у америчкој савезној држави Висконсин.

## Демографија
По попису из 2010. године број становника је 12.611, што је 257 (2,1%) становника више него 2000. године.
| Група             | 2000.          | 2010.          |
| Белци             | 11.854 (96,0%) | 11.827 (93,8%) |
| Афроамериканци    | 114 (0,9%)     | 178 (1,4%)     |
| Азијати           | 87 (0,7%)      | 169 (1,3%)     |
| Хиспаноамериканци | 153 (1,2%)     | 230 (1,8%)     |
| Укупно            | 12.354         | 12.611         |